# Schönbuch Braumanufaktur
Koordinaten: 48° 41′ 5,6″ N, 9° 1′ 1,4″ O

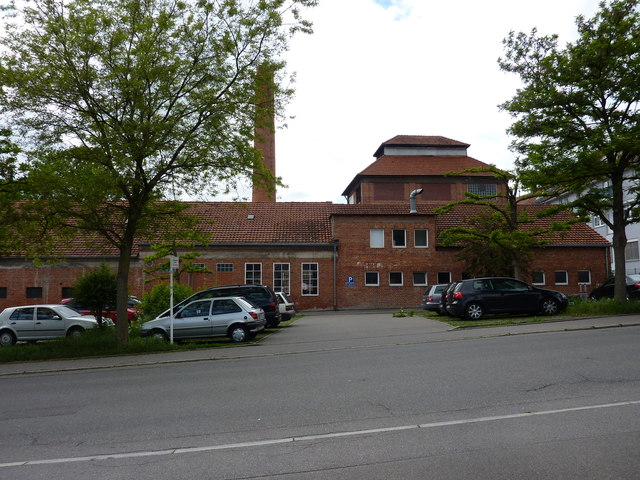
Brauereigebäude in Böblingen

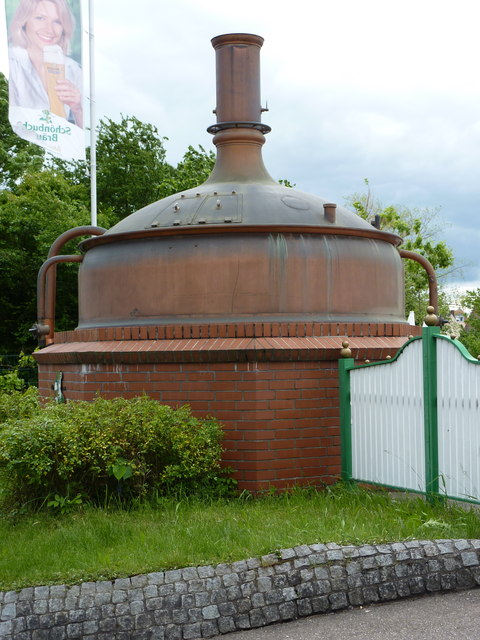
Alter Sudkessel an der Werkseinfahrt

Die Schönbuch Braumanufaktur GmbH & Co. KG ist eine deutsche Brauerei mit Sitz in Böblingen, die 1823 gegründet wurde und der älteste noch bestehende Betrieb in der Stadt ist. Der Jahresausstoß betrug 2022 zwischen 40.000 und 50.000 hl Bier.

## Geschichte
Das Unternehmen wurde 1823 als Brauerei Dinkelacker von Karl Gottfried Dinkelacker am Marktplatz in Böblingen gegründet, übersiedelte aber schon 1829 an den heutigen Standort am Postplatz.  Die in den Fels geschlagenen Bierkeller wurden schon 1824 an der heutigen „Waldburgstraße“ angelegt. Das Bier wurde darin mit Eisblöcken gekühlt, die im Winter aus den Böblinger Seen gebrochen und über das „Eisgässle“ Richtung Felsenkeller transportiert wurden. Neben den Felsenkellern ließ Karl Gottfried das Gasthaus Waldburg errichten, ein damals beliebter Böblinger Ausflugsort. Bereits 1857 wurde von der Brauerei eine Dampfmaschine angeschafft, die zweite, die in einem Böblinger Betrieb stand.
1860 übernahmen Karl Gottfrieds Söhne Christian und Wilhelm den Betrieb. 1873 ging Christian Dinkelacker als Privatier nach Stuttgart, wo sein Sohn Carl 1888 die Brauerei Dinkelacker in der Stuttgarter Tübingerstraße gründete. Um Verwechselungen der beiden Brauereien zu vermeiden, schrieben sich die Dinkelakers in Böblingen fortan ohne c in ihrem Namen.
Nachdem ab 1887 das Bier mittels Kühlmaschinen gekühlt werden konnte, wurde das Gasthaus Waldburg in ein Kurhaus für Lungenkranke umgewandelt. 1898 übergab Wilhelm das Unternehmen an seine Söhne Wilhelm und Hermann. Die Einführung des Flaschenbieres fand 1903 statt. 1906 wurde der Name Schönbuch Bräu eingeführt. Er bezieht sich auf den nahegelegenen Höhenzug Schönbuch.
Die Söhne von Wilhelm Dinkelaker, Wilfried und Max, traten 1932 in die Brauerei ein. Werner Dinkelaker, Sohn des Wilfried Dinkelakers schloss die Ausbildung zum Diplom-Braumeister ab und trat 1959 in die Brauerei ein. Mit der Erweiterung des Gär- und Lagerkellers 1991 konnte obergäriges Weizenbier in das Biersortiment aufgenommen werden. Ein Jahr darauf wurde der große Biergarten auf dem Gelände des Brauereihofs eingeweiht. Diplom-Braumeister Werner Dinkelaker jun. tritt 1997 in das Unternehmen ein.  2010 benannte sich das Unternehmen in Schönbuch Braumanufaktur um. Mit Stand Ende 2022 führt die sechste Generation der Familie die Brauerei.

## Produkte
Als Standardprodukte braut die Schönbuch Braumanufaktur u. a. das Jäger Spezial (5,4 % vol), das Pilsner Bier Helles Ur-Edel (4,8 vol), das helle Lagerbier Horst hell (4,8 % vol), das Radler Naturpark Radler (2,0 % vol) und seit Anfang der 1990er-Jahre auch Weizenbier. Dazu kommen saisonale Erzeugnisse wie das unfiltrierte helle Craftbeer Lucky Experience (5,0 % vol) und ein sogenanntes Weihnachtsbier.

## Sonstiges
Die Schönbuch Braumanufaktur betreibt auf dem Gelände der Brauerei ein eigenes Brauhaus mit Biergarten. Dazu kommen Brauhäuser in Stuttgart und Calw sowie rund ein Dutzend gastronomischer Betriebe.